# Wilhelm Broekmann
Wilhelm Broekmann (* 17. April 1842 in Kleve; † 10. März 1916 in Bad Neuenahr) war Jurist und Mitglied des Deutschen Reichstags.

## Leben
Broekmann besuchte von 1854 bis 1862 das Gymnasium in Kleve und studierte Rechtswissenschaften und Cameralia in Berlin, Heidelberg und Bonn. 1867 wurde er Auskultator, 1869 Referendar, 1872 Gerichts-Assessor beim Landgericht Kleve und in demselben Jahre Friedensrichter. 1879 wurde er Amtsrichter in Neuerburg und 1898 Amtsrichter in Ahrweiler.
Von 1882 bis 1908 war er Mitglied des Preußischen Abgeordnetenhauses und von 1893 bis 1903 war er Mitglied des Deutschen Reichstags für den Wahlkreis Regierungsbezirk Trier 1 (Daun, Bitburg, Prüm) und die Deutsche Zentrumspartei.